# 氯酸锌
氯酸锌是一种无机化合物，化学式Zn(ClO3)2。 它是一种强氧化剂。

## 物理性质
氯酸锌极易潮解，易溶于水。味辣。

## 化学性质
氯酸锌受热可以分解，放出氯气和氧气：
2 Zn(ClO3)2 → 2 ZnO + 2 Cl2↑ + 5 O2↑